# Opatovický Rybník
Opatovický Rybník är en sjö i Tjeckien.   Den ligger i regionen Södra Böhmen, i den centrala delen av landet, 130 km söder om huvudstaden Prag. Opatovický Rybník ligger 431 meter över havet. Arean är 1,1 kvadratkilometer. I omgivningarna runt Opatovický Rybník växer i huvudsak blandskog. Den sträcker sig 2,1 kilometer i nord-sydlig riktning, och 1,2 kilometer i öst-västlig riktning.